# Kopiec (góra)
Kopiec (niem Kegelberg) – wzgórze (468 m n.p.m.) w południowo-zachodniej Polsce, w Sudetach Środkowych, w Górach Bardzkich, w masywie Garbu Golińca.

## Położenie i opis
Kopiec położony jest na północ od wsi Bierkowice, w południowo-wschodniej części pasma Garbu Golińca.
Jest to kopulaste wzniesienie z wyraźnie zaznaczoną częścią szczytową. Od zasadniczego członu masywu oddziela go dolina górskiego potoku, wzdłuż którego prowadzi lokalna droga z Bierkowic, przez Łączną do Wojborza.
Zbudowane jest ze skał metamorficznych wchodzących w skład metamorfiku kłodzkiego: diabazów, mylonitów, z wkładkami wapieni krystalicznych (marmurów kalcytowych) i keratofirów. Na zboczach znajdują się liczne wyrobiska nieczynnych kamieniołomów.
Szczyt jest pokryty lasem mieszanym. Zbocze północno-wschodnie, od strony wsi Łączna zajmują łąki i pola uprawne.